# Riks-Nyckeln
Die Riks-Nyckeln (auch nur als Nyckeln oder Nyckelen bezeichnet) war ein Linienschiff der Schwedische Marine im 17. Jahrhundert.
Der Name „Reichsschlüssel“ ist den schwedischen Reichsinsignien entnommen. Zur selben Zeit wurden auch andere Schiffe nach den Insignien benannt: Kronan (Reichskrone), Riksäpplet (Reichsapfel) und Svärdet (Schwert). Schiffe mit diesen Namen waren meist die größten in der Flotte.
Gebaut wurde das Schiff nach einer 1664 erfolgten Bestellung durch die schwedische Kriegsmarine in einer Werft in Bodekull im Jahr 1665.
Mit 84 Kanonen und einer Besatzung von 550 bis 600 Mann war es zum Zeitpunkt des Beginns des Schonischen Kriegs das viertgrößte schwedische Kriegsschiff nach der Kronan, der Svärdet und der Riksäpplet. Unter dem Befehl von Johan Bär nahm das Schiff 1676 an der Seeschlacht bei Öland teil.
Am 20. Juli 1679 und somit wenige Wochen vor dem Ende des Schonischen Kriegs erfolgte ein Angriff von zehn dänischen Kriegsschiffen gegen sechs schwedische Kriegsschiffe im Kalmarsund. Die Riks-Nyckeln lief auf Grund und wurde von den dänischen Kriegsschiffen Danish Victoria, Christianus Quartus, Neptunus und Flyvende Hjort attackiert. Nach drei Stunden Beschuss brannte die Riks-Nyckeln und explodierte schließlich. Wrackposition: 56° 41′ N, 16° 24′ O
In den Jahren 1686, 1766, 1841 und 1908/1909 wurden jeweils Kanonen der Riks-Nyckeln geborgen. In der auf Öland befindlichen Kirche von Gärdslösa hängt ein Modell des Schiffes.